# リトルビッグプラネット3
『リトルビッグプラネット3』（LittleBigPlanet 3）は、ソニー・コンピュータエンタテインメントから2014年12月3日に発売されたPlayStation 4、PlayStation 3用アクションゲーム。基本は横スクロールの2Dアクション。

## 概要
『リトルビッグプラネット』のシリーズ第3作で、初のPS4版が発売された。新たな惑星バンカンを舞台に、新しいキャラクターが登場し、リビッツと力を合わせて冒険する。ステージクリエイト要素も健在で、新たに70種類のツールが追加された。
作成したステージはPS4でもPS3でもシェアして遊ぶことが可能。また、従来のシリーズで作成された約850万種類ものステージで遊ぶこともできる（2016年7月31日でオンラインサービスが終了したため、現在はオンラインのユーザーステージで遊ぶことはできなくなっている）。
週刊ファミ通のクロスレビューでは合計36点でプラチナ殿堂入りした。
1と2の開発元はメディアモレキュールだったが、3はSumo Digitalに変わっている。

## 登場キャラクター
リビッツ
シリーズの主人公。最初から使用可能。様々なアイテムを使用できる。
ニュートン
電球のような頭をしている変な科学者。タイタンを目覚めさせる。
ピョコン
カエルのような姿のキャラクター。移動速度が速い。壁に張り付いたり、壁からジャンプすることができる。
ドロン
身体のサイズを変更可能なキャラクター。大きなサイズの時は力が強い。小さなサイズの時は身軽で水面を走ることができる。
パタチュン
鳥の様な姿のキャラクター。空を飛ぶことができる。リビッツを運ぶこともできる。

## 追加ダウンロードコンテンツ
前作までと同様さまざまなダウンロードコンテンツが配信されている。
2015年9月3日より『メタルギアソリッドV』のキャラクターのコスチュームパックが配信された。
2015年7月13日より、クリア後のストーリー「ゴーイング・ホーム」が追加配信された。